# Geschichte der Imkerei

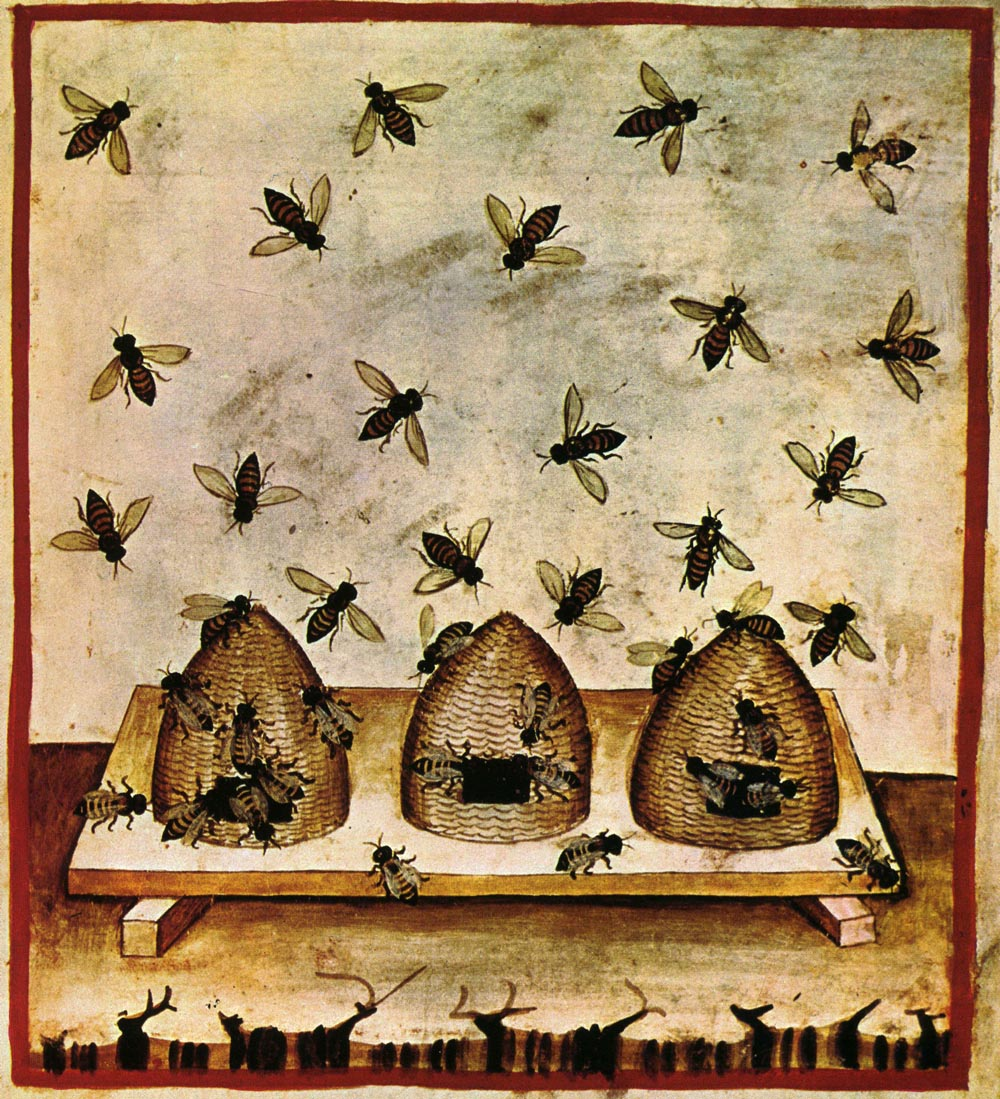
Bienenkörbe des 14. Jahrhunderts

Honigjäger als mittelsteinzeitliche Höhlenmalerei in den Cuevas de la Araña (Spanien)

Die Geschichte der Imkerei ist eng mit der Geschichte der Menschheit verbunden. Seit Jahrtausenden werden Bienen (niederdeutsch: Immen) wegen ihrer Produkte wie Wachs und Honig genutzt und gehalten.
Honigbienen sind noch Wildtiere, die einer Betreuung durch den Menschen eigentlich nicht bedürfen. Ursprünglich bevorzugten sie zum Errichten ihres Wabenbaus Hohlräume in Bäumen. Zunächst wurden Bienenvölker in hohlen Baumstämmen abgeerntet. Später wurden die betreffenden Baumstücke herausgeschnitten und an einem günstigeren Standort, wie im Hausbereich, aufgestellt. Damit war die Klotzbeute entwickelt. Aus der gelegentlichen Honigsuche entwickelte sich die Tätigkeit des Zeidlers, des Honigsammlers mit Waldbienenhaltung.
Die Geschichte der modernen Imkerei begann im 19. Jahrhundert mit der Umstellung von der Korbimkerei zur Kastenimkerei mit beweglichen Waben, die sich zur weitverbreiteten Magazin-Imkerei entwickelt hat. Bei der Korbimkerei wurde nur natürlich anfallenden Bienenschwärmen eine menschengeschaffene Nisthöhle gegeben. Bei der Ernte von Honig und Bienenwachs wurde das Wabenwerk zerstörend herausgeschnitten.

## Altertum

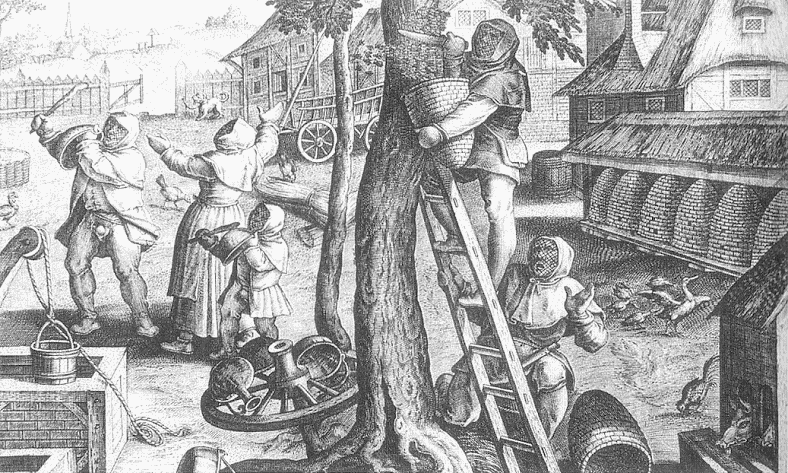
Bäuerlicher Bienenstand als Kupferstich des Niederländers Jan van der Straet (1523–1605)

Etwa 8.000 bis 12.000 Jahre alte Höhlenmalereien aus der Mittelsteinzeit in den Cuevas de la Araña beim spanischen Bicorp (Valencia) zeigen Menschen als „Honigjäger“. Vor etwa 7000 Jahren begann die gezielte Haltung von Bienen in Zentralanatolien. Eine erste Blütezeit erlebte die Imkerei im Alten Ägypten um 3.000 v. Chr., wobei Honig als Speise der Götter galt. Der erste sichere Nachweis der Bienenhaltung mit Beuten liegt aus der Zeit von 2400 bis 600 v. Chr. ebenfalls aus Ägypten vor. Vier Reliefs, eines aus einem Tempel und drei aus Grabkammern, zeigen Imker bei der Arbeit an Beuten. Auf dem Nil waren die ersten Wanderimker unterwegs. In der griechischen Antike wurde die medizinische Bedeutung des Honigs erkannt. Aus dem 1. Jahrtausend v. Chr. stammt die 2007 in Israel entdeckte Imkerei von Tel Rechov, eine Großimkerei mit mehr als 100 Bienenstöcken. Die Bedeutung der Imkerei in der Antike wird durch Verordnungen von Solon unterstrichen. Um 400 v. Chr. lehrte Hippokrates von Kos, dass Honigsalben Fieber senken und das Honigwasser die Leistung der Athleten bei den antiken Olympischen Spielen verbesserte. Der griechische Philosoph Aristoteles betrieb erste wissenschaftliche Studien an Bienen und legte seine Erkenntnisse in der Tierkunde nieder. Besonders intensiv befasste er sich mit der Fortpflanzung der Bienen, die bis in die Neuzeit hinein ein Rätsel blieb. Der Grieche Aristomachos von Soloi widmete sich im 3. Jahrhundert vor Chr. der Bienenforschung. Umfangreiche schriftliche Belege über die Imkerei sind aus der Zeit kurz vor Christi Geburt überliefert. 37 bis 29 v. Chr. verfasste der römische Epiker Vergil das Lehrgedicht Georgica (über den Landbau), in dessen 4. „Gesang“ er in 566 Versen die Haltung von Bienen in poetischer Form beschreibt.
In Mitteleuropa finden sich frühgeschichtliche Zeugnisse der Bienenhaltung aus dem 10. vorchristlichen Jahrhundert. Es ist aber davon auszugehen, dass Bienen schon wesentlich früher gehalten wurden. 1939 wurde im Vehnemoor bei Oldenburg ein Bienenklotzstülper aus der Zeit um 500 im Torfuntergrund gefunden. Es handelte sich um eine Klotzbeute, bei der sich noch Waben-, Bienen- und Brutreste befanden. Bei den Bienen handelte es sich um die Unterart der Dunklen Europäischen Biene. Bei archäologischen Ausgrabungen auf der küstennahen Wurt Feddersen Wierde wurde in den Jahren 1955 bis 1963 eine Bienenbeute in Form eines Rutenstülpers gefunden, der von den Ausgräbern in den Zeitraum zwischen 0 und 200 n. Chr. datiert wurde. Der Wohnplatz war im 1. Jahrhundert v. Chr. bis zum 5. Jahrhundert nach Chr. kontinuierlich besiedelt.

## Mittelalter

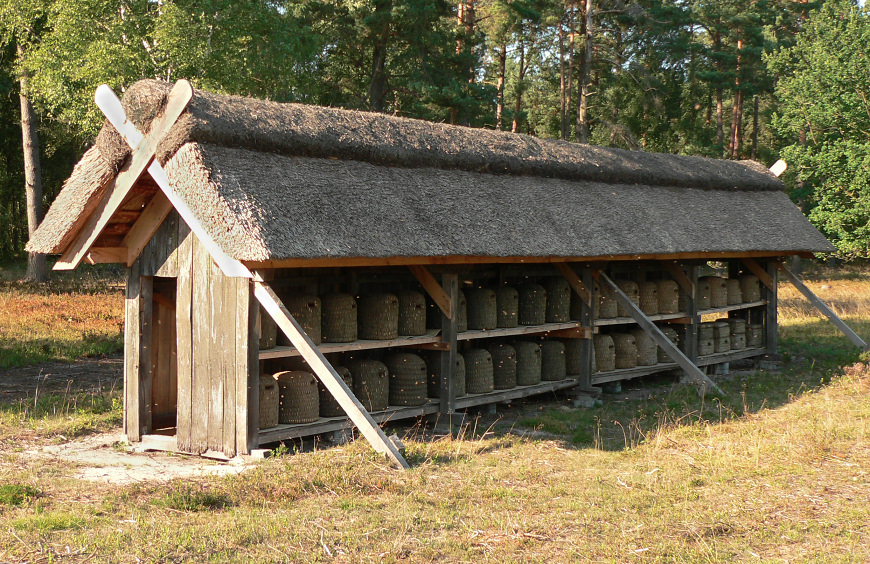
Bienenzaun mit Bienenkörben in der Lüneburger Heide am Wilseder Berg

Bereits im Frühmittelalter standen im Salischen Gesetz von 510 hohe Strafen auf den Diebstahl von Bienen und Honig. 643 verankerten die Westgoten den Wildbienenfang im Gesetz und führten bereits eine Haftpflicht bei Schäden durch Bienen ein. Eine Urkunde des Herzogs Odilo von Bayern belegt 748 erstmals schriftlich die Waldbienenzucht, die als Zeidlerei bezeichnet wird. Um 800 befahl Karl der Große Imkereien auf seinen Gütern einzurichten. Wie historische Abbildungen belegen, wurden Bienen bereits in gezimmerten Kästen gehalten.
In einer Urkunde von 1266 wurde der Nürnberger Reichswald als des Kaisers und des Reiches Bienengarten bezeichnet – was natürlich nur mit entsprechender Bienenpflege Sinn macht – und 1296 wurde die Ernennung eines von den Zeidlern gewählten Zeidelmeisters, der u. a. den Vorsitz über das Zeidelgericht in Feucht führte, urkundlich bestätigt. Karl IV. stattete die dortigen Erb-Zeidler 1350 mit besonderen Privilegien aus. Im selben (14.) Jahrhundert entstand in Bayern die erste Imkerorganisation in Form der Zunft der Zeidler. Diese Zunft war hoch angesehen. Sie war einziger Lieferant für Bienenwachs, aus dem Kerzen hergestellt wurden. Dies ist auch ein Grund, warum in vielen mittelalterlichen Klosteranlagen Imkereien zu finden waren. Die Zunftangehörigen genossen zahlreiche Privilegien und hatten zwischen 1350 und 1779 eine eigene Gerichtsbarkeit durch das Zeidelgericht in Feucht bei Nürnberg. Die Waldbienenzucht war eine Eigentümlichkeit der slawischsprachigen Völker, es gab sie daher in Deutschland nur in vormals slawischsprachigen Gebieten.
Der durch Nickel Jakob geprägte Begriff „Beute“ war im 19. Jahrhundert auf Schlesien beschränkt. In anderen Gegenden hießen die Bienenwohnungen „Stock“, „Korb“ oder „Sumper“. Erst mit der Verbreitung der Dzierzon’schen Imkermethode verbreitete sich der Begriff „Beute“ in anderen Teilen Deutschlands, weil die alten Begriffe nicht für die neuen Geräte taugten.
Im Norden Deutschlands mit seinen weitläufigen Heidegebieten hatte sich die Korbimkerei etabliert. Dabei wurden Bienenvölker in Ruten- oder Strohkörben, sogenannten Stülpern gehalten, die in Bienenzäunen aufgestellt waren. In der Lüneburger Heide mit ihren ausgedehnten Heideflächen gab es schon im 16. Jahrhundert eine berufsmäßige Imkerei, deren Zentrum Celle in der Südheide war. Hier entwickelte sich auch die Heideimkerei. Ihr typisches Kennzeichen ist die Vermehrung der Bienenvölker durch Bienenschwärme.
Die Imkerei in Mittelamerika ist schriftlich belegt durch den Codex Tro-Cortesianus, ein vor 1500 entstandenes Manuskript der Maya-Zivilisation. Dieser Kodex ist ein Faltbuch mit 112 Seiten und enthält elf Seiten über Bienenzucht.

## Neuzeit

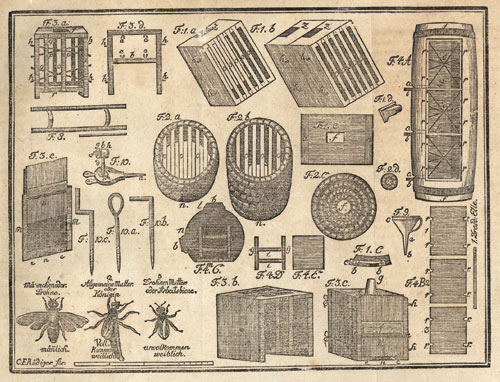
Imkereigeräte um 1820

Die bereits im Spätmittelalter zum Teil durch „Zeidelordnungen“ geregelte Bienenzucht erfuhr seit dem 18. Jahrhundert zunehmend staatliche Förderung (1761 durch Prämien im Fürstentum Bayreuth und später mit Geldzuwendungen durch Karl August von Hardenberg). Im 18. und 19. Jahrhundert entstanden zahlreiche Imkervereinigungen und -zeitungen. Eine erste Imkervereinigung außerhalb des Zeidelwesens war die 1768 gegründete Fränkische Bienengesellschaft. Ein Jahr später richtete die österreichische Erzherzogin Maria Theresia in Wien die weltweit erste staatliche Imkerschule ein. Mitte des 19. Jahrhunderts erfuhr die Imkerei durch mehrere Neuerungen eine revolutionäre Veränderung. Da war zunächst 1853 die Erfindung von beweglichen Holzrähmchen durch August von Berlepsch. 1858 führte Johannes Mehring die Mittelwand aus Bienenwachs ein, was den Bau von Bienenwaben beschleunigte. Die von Major Franz Edler von Hruschka 1865 vorgestellte Honigschleuder erleichterte die Gewinnung des Honigs. Ab 1838 erschien in Deutschland erstmals regelmäßig eine Imkerzeitung (Monatsblatt für die gesamte Bienenzucht). Seither bildeten sich mehrere regionale Imkerorganisationen, die sich wegen ihrer periodischen Treffen als „Wanderversammlungen“ bezeichneten. Zu einer einheitlichen Imkerorganisation kam es erst 1907 durch die Gründung des Deutschen Imkerbundes, ab 1925 unter der Präsidentschaft von Detlef Breiholz. Der Deutsche Imkerbund ist seit seiner Gründung die größte deutsche Imkervereinigung, in dem die einzelnen Imker-Landesverbände organisiert sind.

## Aktuelle Situation

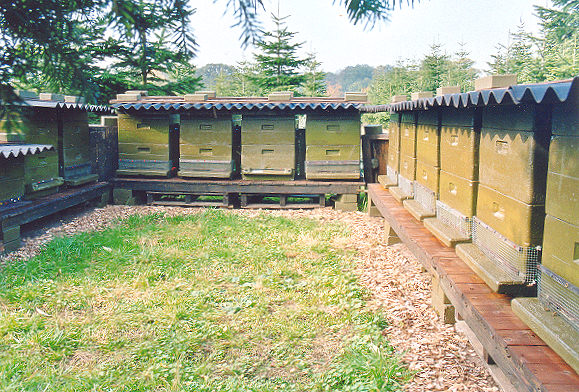
Heutige Imkerei in Magazinbeuten, hier Ausführung in Hartstyropor (sog. Segeberger Beute)

In den letzten 200 Jahren verlor die Imkerei stark an wirtschaftlicher Bedeutung. Seit der Entdeckung des Rüben-Zuckers Anfang des 18. Jahrhunderts war Bienenhonig nicht mehr die einzige Süßungsquelle. Die industrielle Produktion von Kunstwachsen im großen Stil machte im 20. Jahrhundert das Bienenwachs entbehrlich.
Seit den 1970er Jahren wandelte sich die Imkerei in Deutschland von der stationären Betriebsweise in Hinterbehandlungsbeuten zur Mobilbetriebsweise in Magazinbeuten. Seither hat sich der jährliche Honigertrag pro Bienenvolk nahezu verdreifacht. Die ursprünglich in der Heideimkerei der Lüneburger Heide verwendeten Strohkörbe werden zumeist nur noch für repräsentative Zwecke eingesetzt. Nur sehr wenige Imker arbeiten mit Stülpern.
Im 20. Jahrhundert wurden über Bienen wesentliche wissenschaftliche Entdeckungen gemacht. Karl von Frisch, österreichischer Verhaltensforscher (1886–1982), erhielt 1973 den Nobelpreis für seine Arbeiten, die die Entschlüsselung der Tanzsprache der Bienen zum Inhalt hatten.

## Forschungsgeschichte

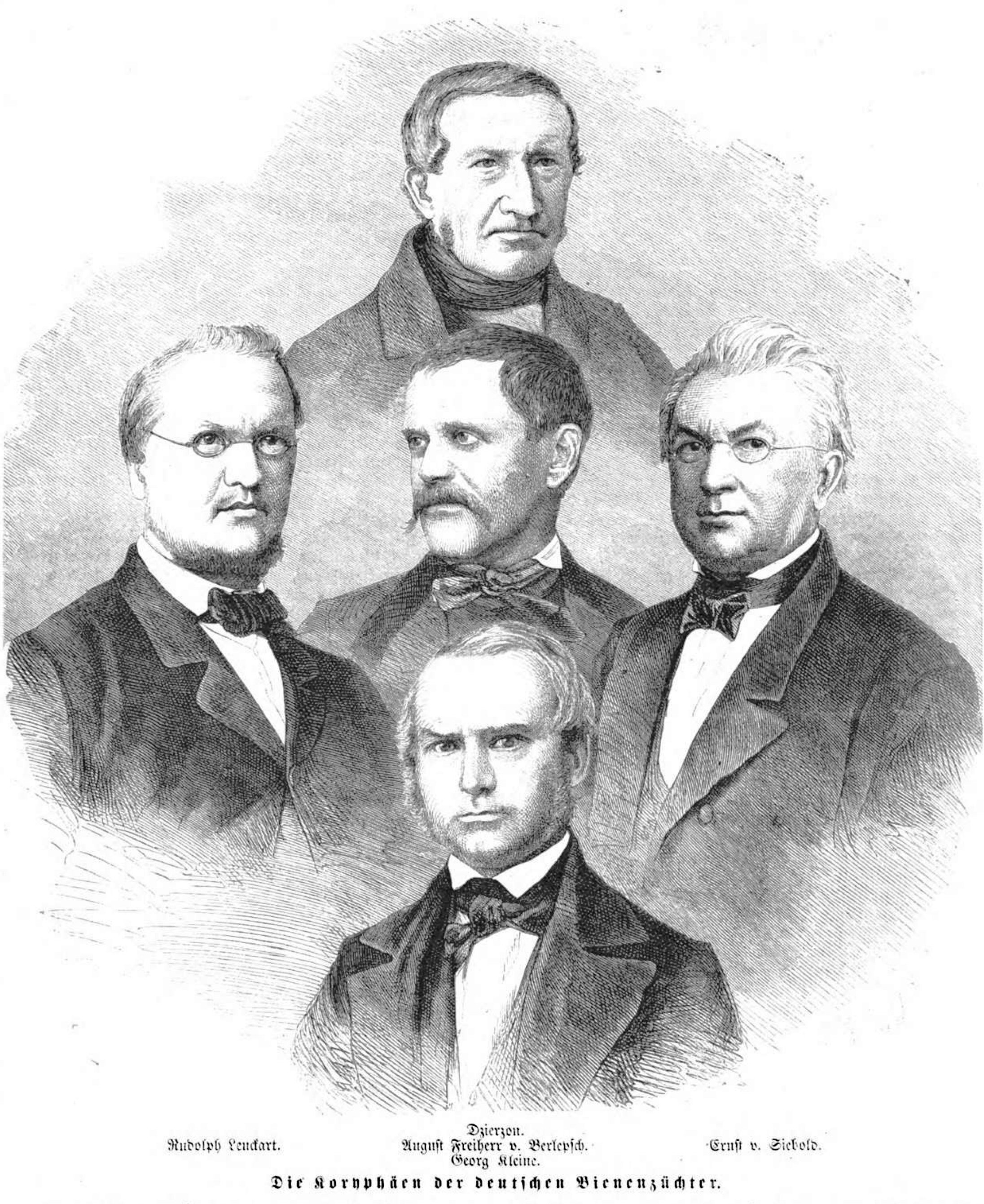
Koryphäen der Bienenzucht, Die Gartenlaube 1868

Durch intensivere Haltung und Beschäftigung mit den Bienen, aber auch durch die aufkommenden Methoden und Möglichkeiten der modernen Wissenschaft wurden viele Erkenntnisse gewonnen, die alte Vermutungen und Interpretationen widerlegten oder berichtigten. Die Honigbienen waren von Beginn an als Insekten und wegen ihrer guten Verfügbarkeit beliebte Forschungsobjekte.
Als herausragende Persönlichkeiten der Imkerei, der modernen Form der Bienenhaltung sind August von Berlepsch mit der Einführung des mobilen Wabenbaus (Basis der modernen Imkerei), Johann Dzierzon mit der Entdeckung der Parthenogenese bei der Entstehung der Drohnen, der Biologe Karl von Frisch mit der Erforschung der Sinneswahrnehmungen der Bienen und der Mönch Bruder Adam mit seinem Lebenswerk der Züchtung der Buckfastbiene zu nennen.
Weitere Persönlichkeiten der Erforschung der Geschichte der Imkerei sind Ludwig Armbruster und die Britin Eva Crane.

## Bienenforscher und Imker

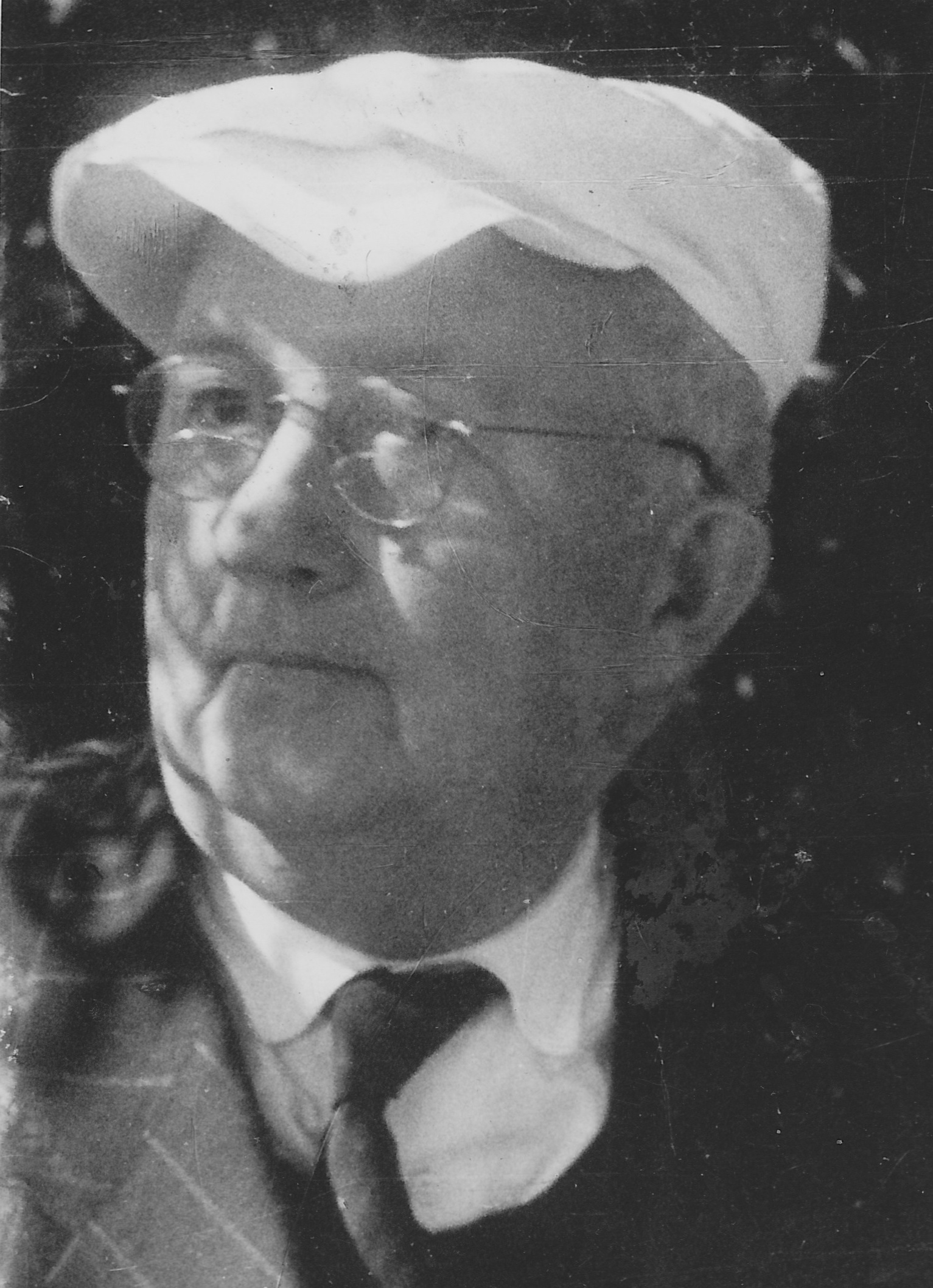
Ludwig Armbruster

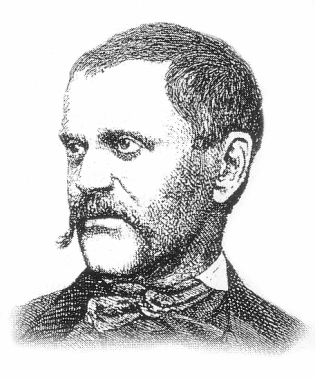
August von Berlepsch

Nachfolgend werden Personen in alphabetischer Reihenfolge mit der Erwähnung ihrer Leistungen aufgelistet, die sich um die Erforschung und Haltung der Honigbienen in der modernen Form der Imkerei verdient gemacht haben.

### Ludwig Armbruster
Ludwig Armbruster (* 7. September 1886 in Markdorf / Baden; † 4. Juni 1973 in Lindau)

Der ehemalige Leiter des Instituts für Bienenkunde in Berlin gilt als herausragender Bienenwissenschaftler des 20. Jahrhunderts. 1919 schrieb er die erste Bienenzüchtungskunde, nach der noch weltweit gezüchtet wird. Armbruster hat die biologisch – mikroskopische Honiguntersuchung eingeführt. Er setzte sich für eine moderne Magazinbetriebsweise ein und bereitete den Weg für wirtschaftliches Imkern. Fast 50 Jahre lang beschrieb und kommentierte er die Weltliteratur der Bienenwissenschaft, über 400 Veröffentlichungen zählen zu seinem Lebenswerk. 1969 wurde er Ehrenmitglied der Apimondia, höchste Auszeichnung für Bienenwissenschaftler.

### August von Berlepsch
August von Berlepsch (* 28. Juni 1815 in Seebach; † 17. September 1877 in München)

Genannt der „Bienenbaron“, wurde er schon als Jüngling zum Imker. Veröffentlichte mehrere, für seine Zeit fundamentale Lehrbücher. Pionier und nachhaltiger Verfechter der Imkerei mit beweglichen Rähmchen. Berlepsch half mit die Hypothese von Dzierzon zu beweisen, dass die Parthenogenese auch bei der Honigbiene vorkommt.

### Johann Ludwig Christ
Johann Ludwig Christ (* 18. Oktober 1739 in Öhringen; † 18. November 1813 in Kronberg im Taunus)

Der Pfarrer, Obstbauexperte und Insektenkundler beschäftigte sich in Theorie und Praxis intensiv mit verschiedenen Zweigen der Landwirtschaft, vor allem dem Obstbau und der Bienenzucht. Er verfasste mehrere bienenkundliche Bücher, darunter 1783 die Anweisung zur nützlichen und angenehmen Bienenzucht für alle Gegenden.

### Eva Crane
Eva Crane (* 12. Juni 1912 in London; † 6. September 2007 in Slough; geborene Ethel Eva Widdowson)

Die britische Kernphysikerin war eine Autorin zahlreicher Fachpublikationen zur internationalen Imkerei und zur Geschichte der Bienenhaltung. Sie war Gründungsmitglied und langjährige erste Direktorin der 1949 gegründeten International Bee Research Association (IBRA) in Cardiff. Die Zusammenfassung ihres Lebenswerkes veröffentlichte Crane 1990 und 1999 in den beiden umfangreichen enzyklopädischen Werken Bees and Beekeeping: science, practice and world resources und The World History of Beekeeping and Honey Hunting.

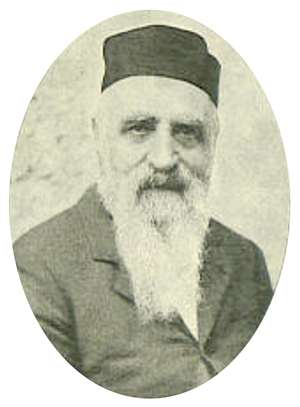
Charles Dadant

### Charles Dadant
Charles Dadant (* 20. Mai 1817 in Vaux/Champagne; † 26. Juli 1902 Hamilton (Illinois)/USA)

Nach seiner Emigration aus Frankreich widmete er sich ab 1864 der Imkerei. Durch eigene Versuche gelang es ihm, die bereits bestehende Magazinbeute zu verbessern und unter dem Namen „Dadantbeute“ weltweit zu verbreiten. Es ist noch der weltweit meist benutzte Beutentyp. Ab 1872 importierte er in großem Stil italienische Bienenköniginnen in die USA und wurde so zu dem Begründer einer großen Dynastie von Imkern und Bienenhändlern. Er gründete mit Dadant and Sons eines der ersten Unternehmen für Bienenzucht-Werkzeuge weltweit. Er veröffentlichte zahlreiche Fachartikel war Publizist und Verleger des renommierten American Bee Journal.

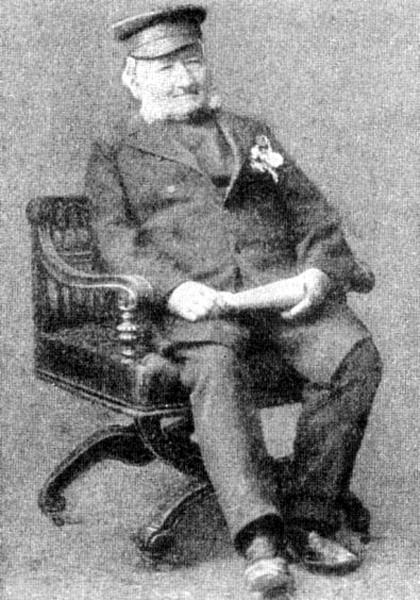
Johann Dzierzon

### Johann Dzierzon
Johann Dzierzon (* 16. Januar 1811 Lowkowitz/Bienendorf; † 26. Oktober 1906 Lowkowitz)

Katholischer Priester, war seit 1823 als Imker und Bienenzüchter tätig. Zeitweilig betreute Dzierzon über 400 Bienenvölker und wurde auch über seine schlesische Heimat hinaus gern als Vortragsredner gewählt. Er ist Autor mehrerer Bücher über die Theorie und Praxis der Bienenzucht. Dzierzon gilt als Entdecker der eingeschlechtlichen Fortpflanzung (Parthenogenese) bei den Honigbienen. 1872 wurde er zum Ehrendoktor der Universität München ernannt. Noch 1903 sprach er hochbetagt in Wien vor Kaiser Franz Joseph I.

### Heinrich Freudenstein
Heinrich Freudenstein (* 1. Februar 1863 Maden, Kreis Fritzlar; † 15. Februar 1935 in Marburg)

Der Volksschullehrer, auch „Zuckerpapst“ genannt, erkannte durch Versuche an eigenen Bienenständen, dass Bienen auf Zucker anstatt wie damals üblich auf Honig besser überwintern. Zu seiner Zeit von vielen Imkern angefeindet, gab er ab 1902 eine eigene Zeitschrift heraus, die Neue Bienenzeitung, die bereits nach kurzer Zeit eine Auflage von 11.000 Exemplaren erreichte. Sein Verdienst ist es, die Überwinterung der Bienenvölker auf Zucker, wenn nicht erfunden, so doch stark verbreitet zu haben. Sein Lehrbuch der Bienenzucht erschien in sechs Auflagen. Nach ihm wurde ein Rähmchenmaß benannt, das Freudenstein Rähmchen, das mit seinen kleinen Maßen ideal für Hinterbehandlungsbeuten war.

### Heinrich Friese
Heinrich Friese (* 4. Mai 1860 in Schwerin; † 8. September 1948 in Schwerin)

Der Entomologe und Naturforscher erhielt für seine Bienenforschungen den Ehrendoktor der Universität Gießen. Wichtigste Veröffentlichungen: Die Bienen Europas (Apidae europaeae) (1895–1901) und Die europäischen Bienen (Apidae) – Das Leben und Wirken unserer Blumenwespen. Eine Darstellung der Lebensweise unserer wilden wie gesellig lebenden Bienen nach eigenen Untersuchungen für Naturfreunde, Lehrer u. Zoologen (1922).

### Karl von Frisch
Karl von Frisch (* 20. November 1886 in Wien; † 12. Juni 1982 in München)

Karl Ritter von Frisch war lange Zeit Professor für Zoologie in München und gilt als einer der bedeutendsten deutschsprachigen Verhaltensforscher. Im Zentrum seines Schaffens stand die Erforschung der Sinneswahrnehmungen der Honigbiene und der Art und Weise der Verständigung dieser Tiere untereinander. Er erhielt für seine Arbeiten 1973 den Nobelpreis, zu gleichen Teilen mit Konrad Lorenz und Nikolaas Tinbergen.

### Ferdinand Gerstung
Ferdinand Gerstung (* 5. März 1860 in Vacha; † 1925 in Oßmannstedt)

Ferdinand Gerstung war Pfarrer und gründete 1907 das Deutsche Bienenmuseum Weimar. Er war Mitbegründer des Deutschen Reichsvereins für Bienenzucht, dem Vorläufer des 1907 gegründeten Deutschen Imkerbundes. Gerstung fasste das Bienenvolk erstmals als einen Organismus höherer Ordnung, den Bien, auf, dessen Funktionen durch den Futtersaftstrom reguliert werden. Seine Lehre, die die bis dahin verbreitete Vorstellung vom „Bienenstaat“ nachhaltig veränderte, brachte ihm die Ehrendoktorwürde ein. Das von ihm verfasste Lehrbuch Der Bien und seine Zucht vermittelt dem Imker Theorie und Praxis einer am Bien orientierten, artgemäßen Bienenhaltung.

### Leopold Gombocz
Leopold Gombocz, auch Schreibweise Gombotz (* 1875 in Károlyfa, damals Ungarn; † 1943 in Laafeld, Steiermark)

Leopold Gombocz war österreichisch-ungarischer Großimker und Pionier der Bienenwanderung mit der Eisenbahn sowie Wegbereiter der „künstlichen Vermehrung“ von Bienenvölkern.

François Huber

### François Huber
François Huber (* 2. Juli 1750 in Genf; † 22. Dezember 1832 in Lausanne)

Obschon mit 15 Jahren vollständig erblindet, gelangen ihm für seine Zeit bahnbrechende Entdeckungen. Durch Beobachtungen, die er sich von anderen erklären ließ, erkannte er zum Beispiel die Tatsache, dass die Bienen Wachs ausschwitzen und nicht, wie damals überwiegend angenommen, aus Pollen herstellen. Auch das Prinzip der Mehrfachpaarung bei Bienen wurde von ihm erstmals beschrieben.

### Ludwig Huber
Ludwig Huber (* 2. Februar 1814 in Kippenheimweiler; † 10. Oktober 1887)

Der „Vater der badischen Imker“ wurde als Sohn eines Lehrers geboren. Früh Vollwaise geworden, konnte er mit Hilfe seines Ortslehrers von 1830 bis 1832 das Lehrerseminar in Rastatt besuchen. Zuerst Unterlehrer in Friesenheim mit kargem Gehalt wurde er bei ebenfalls kargem Entgelt als Hauptlehrer nach Oberschopfheim versetzt. Auf der Suche nach einem Nebenverdienst stieß er als 20-Jähriger auf das Bändchen des badischen Pfarrers Johann Baptist Vogelbacher (1785–1850) über eine „Anleitung zur nützlichen Bienenzucht für den Landmann und die Schulen“, das 1838 an alle Lehrer im Großherzogtum Baden verteilt worden war. Bald hielt Ludwig Huber über 50 Bienenvölker, um 1870 waren es 200. Theoretisch und praktisch befasst er sich mit der damals notleidenden Imkerei und wurde zum „badischen Bienenvater“. Er verfasste das Handbuch über Die neue, nützlichste Bienenzucht, das noch zu seinen Lebzeiten die 10. Auflage und bis zur Mitte des 20. Jahrhunderts 19 Auflagen erlebte.

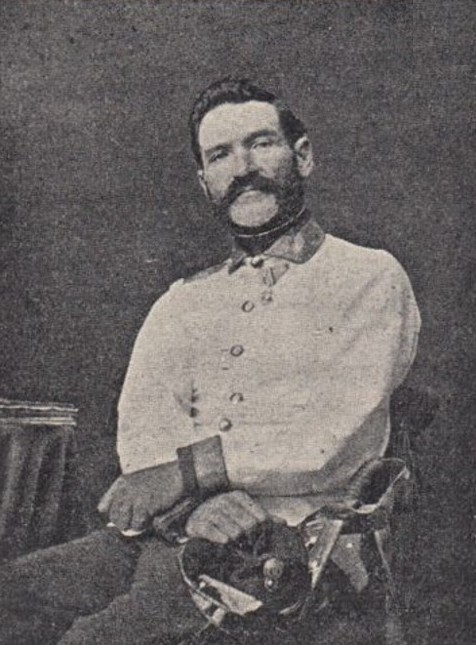
Franz von Hruschka

 Huber wurde zu einem Wegbereiter für den badischen Bienenverein, dem bei seiner Gründung 1857 anfangs nur elf Mitglieder angehörten. Als Schriftleiter des Monatsblattes Die Biene und ihre Zucht war Huber bis zu seinem Tod 1887 tätig.

### Franz von Hruschka
Franz von Hruschka (* 1813 in Wien; † 1888 in Venedig)

Der österreichische Major Franz von Hruschka gilt als der Erfinder der Honigschleuder. Er machte die Erfindung in Dolo (Venetien), wo er nach seiner Militärzeit lebte. 1865 stellte er das Gerät bei einer Wanderversammlung der Imker in Brünn unter seinem Firmennamen Angelo Lettame vor. In modernen Bienenbüchern finden sich nur noch selten Informationen über Hruschka wie: Grundregel, dass Honig von einem Kamm (Wabe) mit zentrifugalen Kräften entfernt werden könnte. Entdeckt von Hauptf. Hruschka von Italien 1865.

### Nickel Jakob

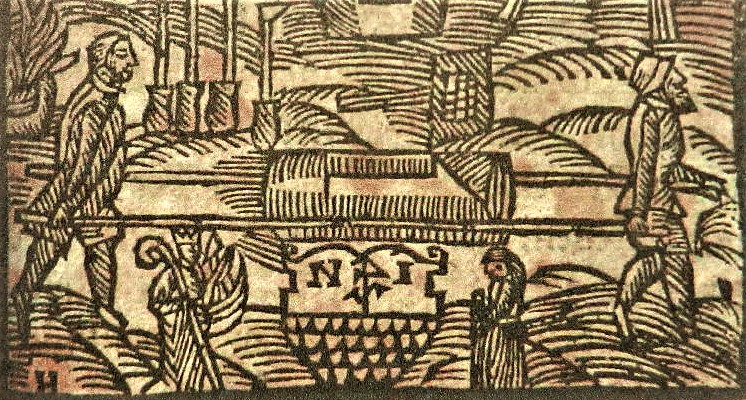
Nickel Jakob mit Vater einen Bienenkorb tragend vor 1576

Nickel Jacob (* 1505 in Sprottau; † 1576 ebenda). Er war der erste deutsche Autor, der 1568 ein Buch über Bienenzucht schrieb. Nickel Jacob lebte in Schlesien in Sprottau. Sein Vater war Kirschner und Imker der Stadt. Er ging in seinen Handwerker-Wanderjahren nach Pommern, Mecklenburg, ins Rheinland und brachte aus diesen Ländern die verschiedenen Arten der Bienenzucht mit nach Hause. Ein Freund half ihm die Ergebnisse in einem 92-seitigen Buch zusammenzufassen. Die familiären Bindungen zum ehemaligen Sprottauer Bürgermeister Hans Buchwälder (Buchler), aus Ebersdorf, war für den Buchdruck förderlich. Die erste mit fünf Holzschnitten bebilderte Ausgabe erschien 1568 in Görlitz bei Ambrosius Fritsch, die zweite nach kaiserlichen Privileg acht Jahre später, 1576 in Magdeburg. Die Nachauflagen anderer Autoren benutzten die Holzschnittdruckvorlagen der Erstausgabe.

### Anton Janscha
Anton Janscha (* 20. Mai 1734 in Breznica; † 13. September 1773 in Wien)

Der slowenische Hofimkermeister von Maria Theresia ist der Erfinder der Zargenbetriebsweise, war Leiter und Dozent der Schule zur Förderung der Bienenzucht sowie Verfasser zahlreicher Monografien über Bienenzucht und Imkerei.

### Karl Kehrle
Karl Kehrle (* 3. August 1898 in Biberach an der Riß; † 1. September 1996 Buckfast Abbey, Devon)

Kehrle, auch „Bruder Adam“ genannt, leitete eine Berufsimkerei mit 400 Völkern und züchtete in langwieriger Arbeit eine neue Bienenrasse, die Buckfastbiene, in der Klosterimkerei von Buckfast Abbey, Südengland. Sein neuer Ansatz, weg von der Linien- hin zur Kombinationszucht, verschaffte ihm große Erfolge. Er erhielt die Ehrendoktorwürde von Exeter und Uppsala. Es gab damals auch erbitterte Gegner in Imkerkreisen. Nach seinem Tod wurde die imkerliche Zuchtarbeit in Buckfast Abbey aufgegeben. Weltweit wird seine Biene weiter erfolgreich gezüchtet und seine Betriebsweise von Erwerbsimkern angewendet.

### Max Kuntzsch

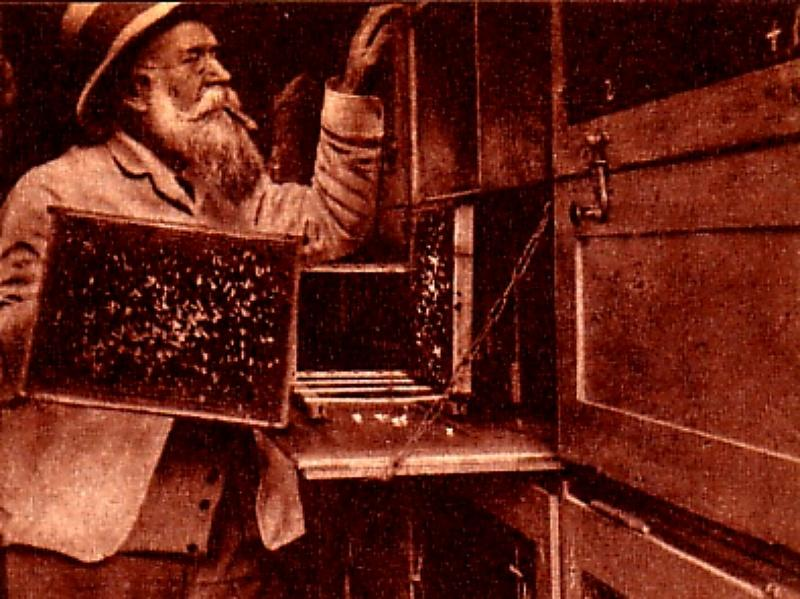
Max Kuntzsch

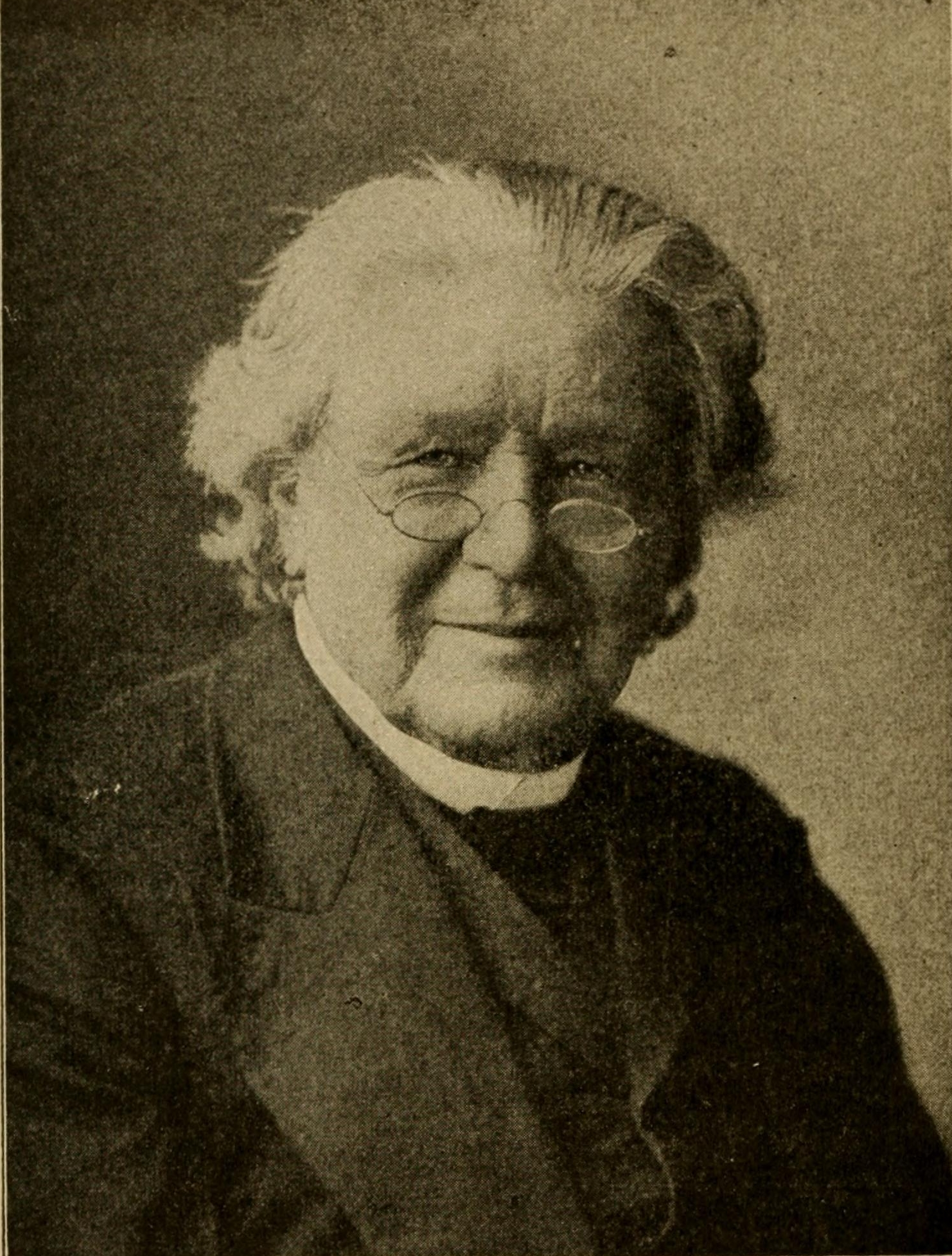
Lorenzo Langstroth

Max Kuntzsch (* 16. Februar 1851 in Gohlis bei Leipzig; † 20. November 1919 in Nowawes bei Potsdam; vollständiger Name: Carl Max Kuntzsch)

Nachdem Kuntzsch seinen Beruf als Inhaber eines Tapezier- und Möbelbaugeschäftes aus gesundheitlichen Gründen aufgeben musste, wandte er sich der Imkerei zu und experimentierte viele Jahre. Er entwickelte die seinerzeit weit verbreitete Beute „Kuntzsch-Zwilling“ und normierte ein Wabenmaß (Kuntzsch-Breitwabe in den Abmessungen 33 × 25 cm). Sein Ratgeberbuch Imkerfragen galt über Jahrzehnte als Fachbuch und erschien in zahlreichen Auflagen.

### Lorenzo Lorrain Langstroth
Lorenzo Lorrain Langstroth (* 25. Dezember 1810 in Philadelphia, Pennsylvania; † 6. Oktober 1895 in Dayton, Ohio)

Der insektenkundlich interessierte Pastor widmete sich besonders der Weiterentwicklung des Beutenbaus und veröffentlichte eine Reihe von Imkerbüchern. 1851 entdeckte er den Bienenabstand (bee space), ein Idealmaß des Abstands zwischen Waben und Beutenwand, mit dem sich Verbauungen verhindern lassen. 1853 stellte er einen später nach ihm benannten modularen Beutentyp vor, die Langstroth-Beute, die als Urform der modernen Magazinbeute gilt und sich in Amerika rasch durchsetzte.

### Gerhard Liebig
Gerhard Liebig (* 17. Dezember 1948 in Kelsterbach)

Der Agrarbiologe führte an der Universität Hohenheim langjährige Untersuchungen zur Waldtracht und zum Befall mit der Varroamilbe durch und entwickelte Verfahren zu ihrer Bekämpfung mit organischen Säuren (Ameisensäure, Oxalsäure und Milchsäure) sowie Verfahren der Völkerführung (teilen und behandeln). Er entwickelte Imkergerätschaften wie den Liebig-Dispenser zur Ameisensäurebehandlung und die Hohenheimer Einfachbeute, die nach ihrem Entwickler auch Liebigbeute genannt wird.

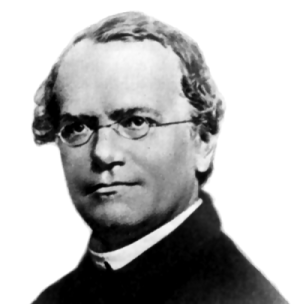
Gregor Mendel

### Gregor Mendel
Gregor Mendel (* 20. Juli 1822 in Heinzendorf/Mähren; † 6. Januar 1884 in Brünn)

Der Augustinermönch und Priester begründete durch Versuche mit Erbsen die moderne Genetik. Seit 1869 Imker, versuchte er, seine Erkenntnisse auch auf die Biologie der Honigbiene zu übertragen, dies gelang wegen der Mehrfachpaarung bei Bienen nur teilweise.

### Randolf Menzel
Randolf Menzel (* 7. Juni 1940 in Marienbad, Sudetenland) ist ein deutscher Zoologe und Neurobiologe. Seit 1976 ist Menzel Leiter des neurobiologischen Instituts der Freien Universität Berlin.

### Karl Pfefferle
Karl Pfefferle (* 29. März 1918 in Münstertal/Baden; † 24. Oktober 2009 in Münstertal)

Der Bienenzuchtberater gilt als Pionier der Magazinimkerei. Sein Werk Unser Imkern mit dem Magazin erhielt 1979 und 1983 Goldmedaillen bei der Apimondia. Pfefferle war Hauptinitiator und Motor des Bienenkundemuseums Münstertal, dem größten Bienenkundemuseum Europas. 1987 wurde er als bisher einziger deutscher Praktiker Ehrenmitglied der Weltorganisation Apimondia.

### Johann Martin Roth
Johann Martin Roth (* 16. April 1856 in Philippsburg; † 17. Februar 1937 in Karlsruhe)

1891 wurde die „erste staatlich anerkannte, unter staatlicher Mitwirkung errichtete und unter staatlicher Aufsicht stehende Anstalt für Bienenzucht in Deutschland“ in Eberbach unter der Leitung von Johann Martin Roth eröffnet. 1893 veröffentlichte er sein Handbuch zur Badischen Imkerschule, das in weiten Teilen Gültigkeit hat und in dem der Autor bereits vor über 120 Jahren die Einheitswerbung, Einheitsetikett und Einheitsglas sowie die Imkerversicherung beschreibt. Allerdings scheiterten Verhandlungen mit der Stadt, ein Grundstück für den Neubau einer Imkerschule zu einem angemessenen Preis zu erhalten, sodass Eberbach keine zentrale Rolle in der späteren deutschen Bienenzucht mehr spielen konnte.

### Friedrich Ruttner
Friedrich Ruttner (* 15. Mai 1914 in Eger, Böhmen; † 3. Februar 1998 in Lunz am See)

Ruttner war ein österreichischer Rassenhygieniker, SS-Arzt und Bienenkundler. 1948 gründete er mit seinem Bruder Hans (1919–1979) in Lunz (Österreich) eine Arbeitsgruppe „Bienen-Genetik“ an der Biologischen Station Lunz, die sein Vater Franz Ruttner leitete. 1965 folgte Friedrich Ruttner einer Berufung an die Universität Frankfurt. Er verfasste das bienenkundliche Werk Naturgeschichte der Honigbienen.

### Hans Ruttner
Hans Ruttner (1919–1979) war langjähriger Leiter der österreichischen Bundesanstalt für Bienenkunde in Lunz. Ihm gelang 1948 der Erstnachweis der Mehrfachbegattung der Bienenkönigin während des Hochzeitsfluges. Anders als sein Vater, der Limnologe Franz Ruttner, und sein Bruder Friedrich Ruttner, war er kein Nazi.

### Guido Sklenar
Guido Sklenar (* 15. Juni 1871 in Albona; † 25. Mai 1953 in Mistelbach)

Der Lehrer und Ökonomierat baute sich ab 1890 in Mistelbach einen Bienenstand auf. Aus dem Vermächtnis seines Schwiegervaters erhielt er noch einige Völker, von denen ihm das Volk „47“ sofort als sehr ruhig und ertragsstark ins Auge fiel. Ab 1919 wurde er Züchter und gründete 1921 die „Österreichische-Königinnenzüchter-Vereinigung“ deren Mitteilungsblatt, das Bienenmütterchen, von ihm herausgegeben wurde. Aus seinem „Stamm 47“ entstand die Carnica-Linie, deren Verbreitung in ganz Europa durch Sklenar, der nicht nur ein guter Züchter, sondern auch Kaufmann war, außerordentlich forciert wurde. 1923 schrieb er sein Hauptwerk Imkerpraxis, das in vielen Auflagen als Standardlehrbuch verbreitet ist.

### Jürgen Tautz
Jürgen Tautz (* 6. Oktober 1949 in Heppenheim)

Tautz ist ein deutscher Verhaltensforscher, Soziobiologe und Bienenexperte.

### Enoch Zander
Enoch Zander (* 19. Juni 1873 in Zirzow Mecklenburg; † 1957 in Erlangen)

Zander entdeckte im Jahre 1909 den Nosema-Erreger und entwickelte die Zanderbeute mit den Zander-Rähmchenmaß von 42 × 22 cm. Er war langjähriger Leiter der Bayerischen Landesanstalt für Bienenkunde.

### Ältere Literatur
- Warhafftiger Bericht/wie die Immen/oder Bienen/ihre Regierung haben.../...auf die Lüneburger weise warten/.., , Johann Francken, Magdeburgk 1600 (urn:nbn:de:bvb:12-bsb00034108-7), (Das Buch erschien 1573 bei Eldingen (A.V.E.), 1578, 1618 und 1939. Uni-Bibliothek Kiel, Signatur Ke 4654)
- Nickel Jacob: Gründtlicher und nützlicher unterricht/ von wartunge der Bienen, Ambrosius Fritsch, Görlitz 1593, Digitalisat, (spätere Auflage, vorige Auflage von 1568)
- M. Caspar Höflern: Die rechte Bienenkunst/ Aus bewehrter Erfahrung zusammen geschrieben:..Weyland/zum theil für 46. Jahrn von Nicolao Jacob Schlesiern publicirt: Jetzo aber ordentlich in drey Bücher gebracht/..., Denning Grosser, Leipzig 1614, Digitalisat
  - Das Erste Buch (von der Bienen Natur …), Digitalisat
  - Das Ander Buch (von Nutzung der Bienen), Digitalisat
  - Das Dritte Buch (von Wartung der Bienen), Digitalisat
- Johann Adolph Overbeck (Hg.), J.[Johann] C.[Christoph] Stockhausen: Glossarivm Melittvrgigvm oder Bienen-Wörterbuch, in welchem die bisher bey der Bienenpflege bekannt gewordene oder gebräuchliche Kunstwörter und Redensarten nach alphabetischer Ordnung erkläret werden, Georg Ludwig Förster, Bremen 1765, Digitalisat
- Ludwig Armbruster: Der Bienenstand als völkerkundliches Denkmal. Zugleich Beiträge zu einer historischen Bienenzucht-Betriebslehre. Neumünster in Holstein 1926 (= Bücherei für Bienenkunde, 8).
- Karl Müllenhoff: Zur Geschichte der Bienenzucht in Deutschland. In: Zeitschrift des Vereins für Volkskunde 10, 1900, S. 16–26.

### Belletristik
- Maja Lunde: Die Geschichte der Bienen. btb-Verlag, München 2017[16]